# 大马士革直街

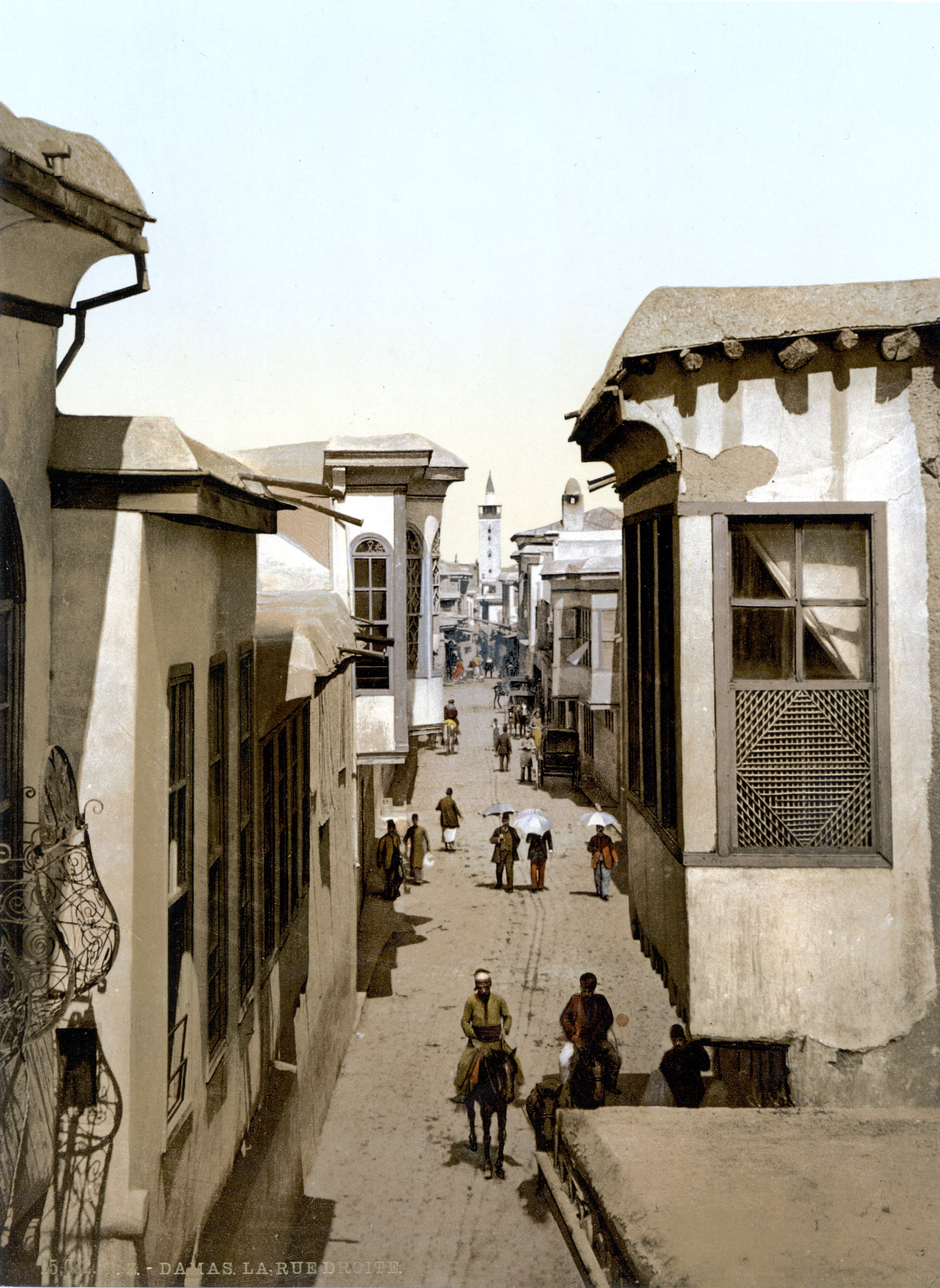
直街

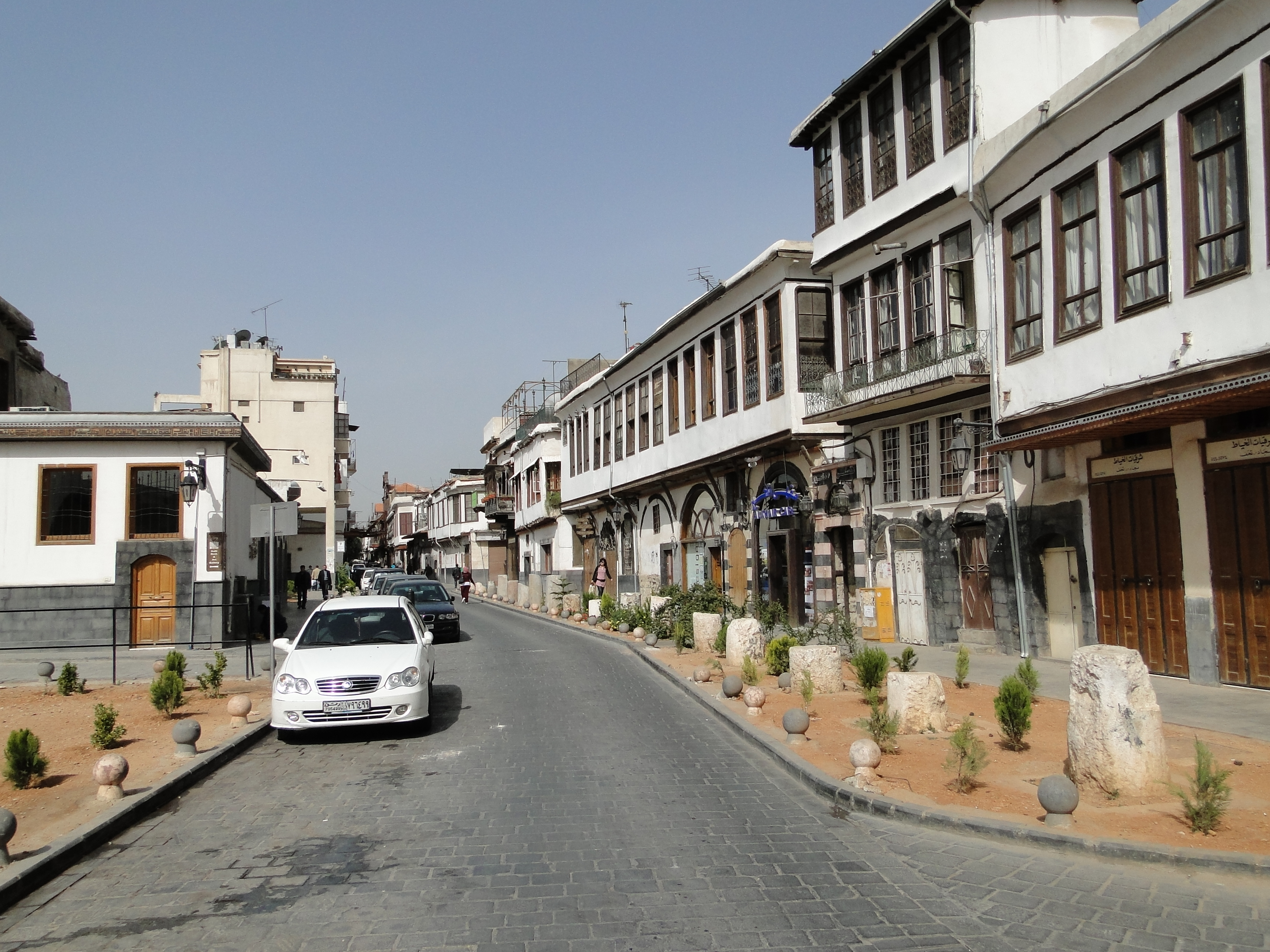
东门大街

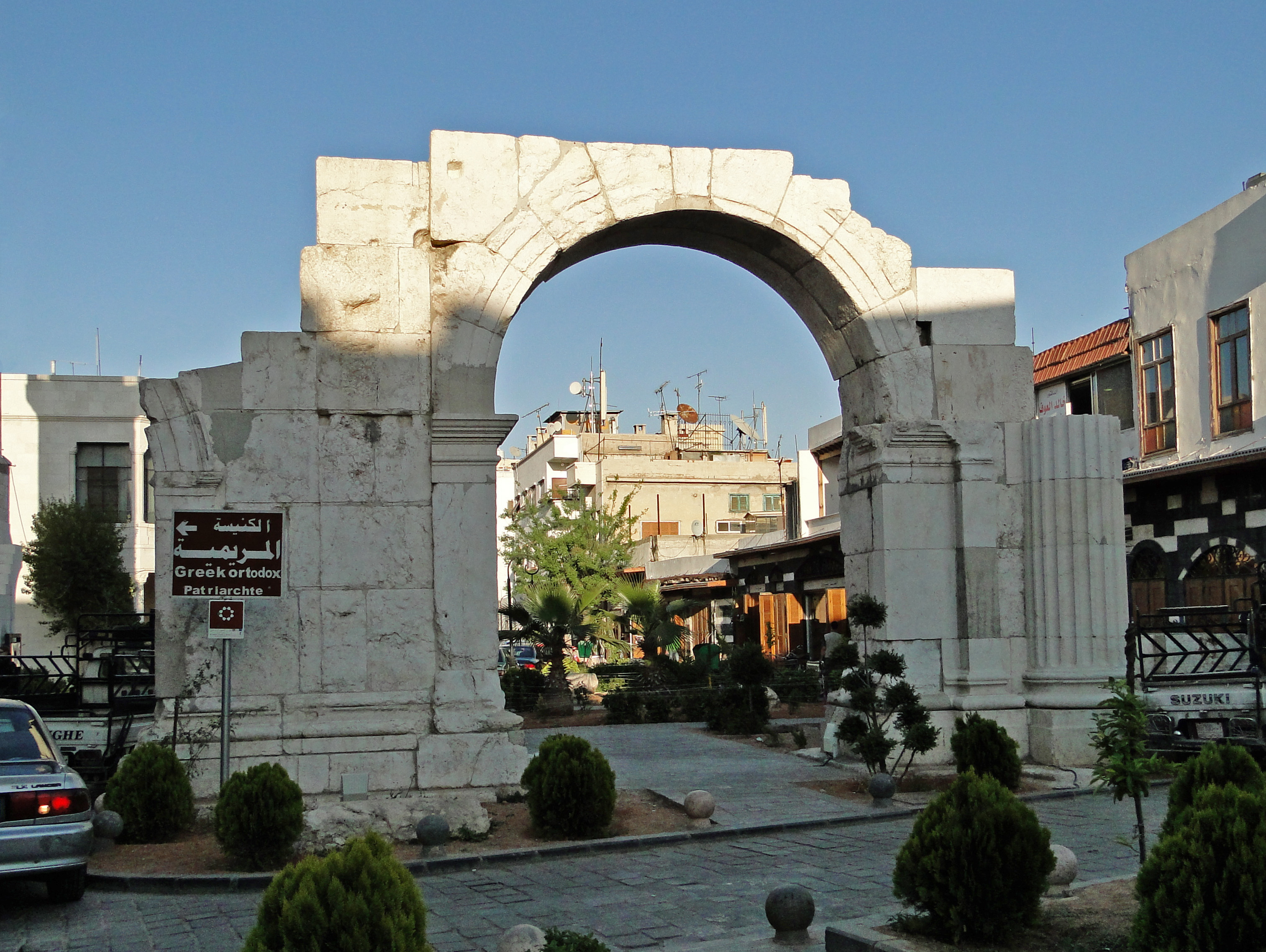
罗马凯旋门

大马士革直街（拉丁語：Via Recta, 阿拉伯语：‎ Al-Shāri` al-Mustaqīm)是东西横贯大马士革旧城的古罗马大道，使徒行传中记载圣保罗曾来此参观，沿街有罗马、基督教和伊斯兰时期的一些景点。
希腊时期，希波达莫斯为大马士革旧城设计了网格状街道。这条街长1500米，两侧排列柱子，东西两端有城门，两侧为房屋和商店。
今天，这条街包括大马士革的两条主要街道：东门大街和米德哈特帕夏集市（Medhat Pasha Souq），这个重要的市场以下令翻建的奥斯曼帝国总督命名。
直街的东端是东门（Bab Sharqi），古罗马的太阳门。